# آب چاپ
عمل عبور فرم‌های چاپی از ماشین چاپ بدون استفاده از مرکب چاپ را آب‌چاپ گویند.
هنگامی که یک کـار چاپی رنگ خوری زیاد داشته باشد برای این که پشت زنی اتفاق نیفتد بر روی کار، پودر پاشی می‌شود. اگر کارهای چاپ شده نیاز به عملیات پس از چاپ، چون سلفون‌کشی داشته باشد، بایستی کل فرم‌های چاپی مجدداً در ماشین چاپ قرار گرفته و یک بار دیگر بدون آنکه مرکب استفاده شود از ماشین چاپ عبور داده شوند. این کار سبب می‌شود پودرهای روی کار جدا شده، کار چاپی برای عملیات پس از چاپ آماده گردد. 